# سيلينة شاحبة الأوراق
السيلينة شاحبة الأوراق (باللاتينية: Silene chlorifolia) نوع نباتي يتبع جنس السيلينة من الفصيلة القرنفلية.

## الموئل والانتشار
موطنها بلاد الشام وتركيا وأرمينيا واليونان ومقدونيا والجبل الأسود وصربيا والبوسنة وكرواتيا وسلوفينيا.